# Desa Temiyangsari
Desa Temiyangsari är en administrativ by i Indonesien.   Den ligger i provinsen Jawa Barat, i den västra delen av landet, 130 km öster om huvudstaden Jakarta.